# Augusto Rodrigues Duarte

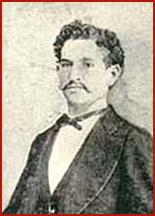
Augusto Rodrigues Duarte

Augusto Rodrigues Duarte (Nespereira, 28 de junho de 1848 — Rio de Janeiro, 17 de novembro de 1888) foi um pintor português radicado no Brasil.

## Biografia

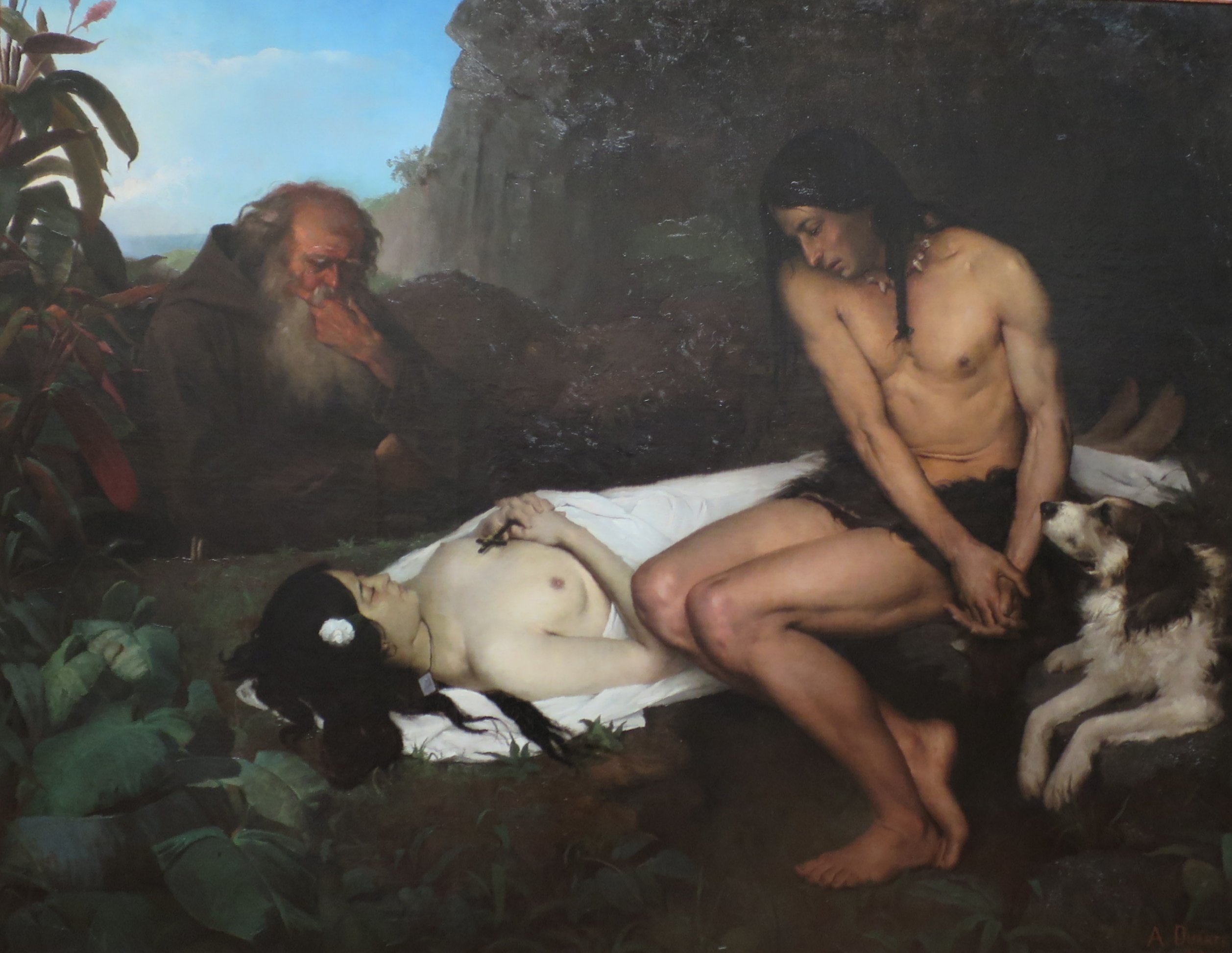
As exéquias de Atalá, 1878.

Chegou ao Brasil ainda jovem. Em 1866 matriculou-se na Academia Imperial de Belas Artes, sendo aluno de Vítor Meirelles. Entre 1874 e 1879 esteve na França para aperfeiçoar-se com Léon Gerôme, na Escola Superior de Belas Artes.
Em 1878 apresentou na Exposição Universal sua obra mais famosa, Exéquias de Atalá, que hoje pertence ao acervo do Museu Nacional de Belas Artes. Em 1879 conquistou a medalha de ouro na exposição geral da Academia, e em 1884 recebeu a medalha de cavaleiro da Imperial Ordem da Rosa.